# Eliminatórias para o Campeonato Africano das Nações de 2025 – Grupo D
O Grupo D das Eliminatórias para o Campeonato Africano das Nações de 2025 foi um dos doze grupos que definiram as equipes que se classificaram para o Campeonato Africano das Nações de 2025. Participaram quatro seleções: Benin, Líbia, Nigéria e Ruanda.

## Classificação
| Pos | Equipe  | Pts | J | V | E | D | GP | GC | SG | Classificado                           |  |     |     |     |     |
| --- | ------- | --- | - | - | - | - | -- | -- | -- | -------------------------------------- |  | --- | --- | --- | --- |
| 1   | Nigéria | 11  | 6 | 3 | 2 | 1 | 9  | 3  | +6 | Campeonato Africano das Nações de 2025 |  | —   | 3–0 | 1–2 | 1–0 |
| 2   | Benim   | 8   | 6 | 2 | 2 | 2 | 7  | 7  | 0  | Campeonato Africano das Nações de 2025 |  | 1–1 | —   | 3–0 | 2–1 |
| 3   | Ruanda  | 8   | 6 | 2 | 2 | 2 | 5  | 7  | −2 | Eliminado                              |  | 0–0 | 2–1 | —   | 0–1 |
| 4   | Líbia   | 5   | 6 | 1 | 2 | 3 | 3  | 7  | −4 | Eliminado                              |  | 0–3 | 0–0 | 1–1 | —   |

1. ↑  A Nigéria foi declarada como vencedora da partida por 3–0 após a equipe nigeriana ter ficado presa no aeroporto por mais de 12 horas após a chegada na Líbia. Isso levou a Federação Nigeriana de Futebol a se recusar a jogar.[2]

## Partidas
| 4 de setembro de 2024 | Líbia        | 1 – 1     | Ruanda     | Estádio de Trípoli, Trípoli    |
| 18:00 (UTC+2)         | Al-Dhawi 16' | Relatório | Nshuti 47' | Árbitro: MRI Imtehaz Heeralall |

| 7 de setembro de 2024 | Nigéria                          | 3 – 0     | Benim | Estádio Internacional Godswill Akpabio, Uyo |
| 17:00 (UTC+1)         | Lookman 45+2', 83' · Osimhen 78' | Relatório |       | Árbitro: SDN Alamin Alhadi Mohamed          |

| 10 de setembro de 2024 | Ruanda | 0 – 0     | Nigéria | Estádio Nacional de Amahoro, Quigali |
| 15:00 (UTC+2)          |        | Relatório |         | Árbitro: MAR Karim Sabry             |

| 10 de setembro de 2024 | Benim                          | 2 – 1     | Líbia             | Estádio Félix Houphouët-Boigny, Abidjã (Costa do Marfim) |
| 19:00 (UTC+0)          | Mounié 50' · Olaitan 62' (pen) | Relatório | Al Badri 9' (pen) | Árbitro: MTN Abdelaziz Bouh                              |

| 11 de outubro de 2024 | Benim                                      | 3 – 0     | Ruanda | Estádio Félix Houphouët-Boigny, Abidjã (Costa do Marfim) |
| 16:00 (UTC+0)         | Mounié 50' · Hountondji 67' · Imourane 70' | Relatório |        | Árbitro: ALG Lyes Bekouassa                              |

| 11 de outubro de 2024 | Nigéria          | 1 – 0     | Líbia | Estádio Internacional Godswill Akpabio, Uyo |
| 17:00 (UTC+1)         | Dele-Bashiru 86' | Relatório |       | Árbitro: MWI Godfrey Nkhakananga            |

| 15 de outubro de 2024 | Ruanda                          | 2 – 1     | Benim          | Estádio Nacional de Amahoro, Quigali |
| 18:00 (UTC+2)         | Nshuti 70' · Bizimana 75' (pen) | Relatório | Hountondji 42' | Árbitro: MAD Andofetra Rakotojaona   |

| 15 de outubro de 2024 | Líbia | 0 – 3     | Nigéria | Estádio dos Mártires de Fevereiro, Bengasi |
| 21:00 (UTC+2)         |       | Relatório |         | Árbitro: CPV Lenine Rocha                  |

| 14 de novembro de 2024 | Ruanda | 0 – 1     | Líbia            | Estádio Nacional de Amahoro, Quigali |
| 18:00 (UTC+2)          |        | Relatório | Saad Mohamed 84' | Árbitro: MOZ Celso Alvação           |

| 14 de novembro de 2024 | Benim      | 1 – 1     | Nigéria     | Estádio Félix Houphouët-Boigny, Abidjã (Costa do Marfim) |
| 19:00 (UTC+0)          | Tijani 16' | Relatório | Osimhen 81' | Público: 5 600 Árbitro: SEN Issa Sy                      |

| 18 de novembro de 2024 | Nigéria       | 1 – 2     | Ruanda                    | Estádio Internacional Godswill Akpabio, Uyo |
| 17:00 (UTC+1)          | Chukwueze 59' | Relatório | Mutsinzi 72' · Nshuti 75' | Árbitro: MAR Samir Guezzaz                  |

| 18 de novembro de 2024 | Líbia | 0 – 0     | Benim | Estádio de Trípoli, Trípoli  |
| 18:00 (UTC+2)          |       | Relatório |       | Árbitro: MRI Patrice Milazar |